# 足摺スカイライン
足摺スカイライン（あしずりスカイライン）は、高知県土佐清水市を通る一般道路、ドライブコースである。路線名は高知県道348号足摺公園線である。

## 概要
土佐清水市足摺岬から土佐清水市厚生町に至る。
国道321号からは、足摺岬方面へ。片側1車線だが、カーブ、急勾配が連続する。2016年（平成28年）3月27日の松尾トンネルの開通により、観光バスなど大型車がこの道路を通らずに足摺岬先端まで通行できるようになった。
半島部の尾根を通る道。白皇山と白滝山の間に高知県道27号足摺岬公園線との交差点がある。

### 路線データ
- 起点：土佐清水市足摺岬（高知県道27号足摺岬公園線交点）
- 終点：土佐清水市厚生町（高知県道27号足摺岬公園線交点）

## 歴史
- 1970年（昭和45年）3月30日 - 開通。
- 1995年（平成7年）4月1日 - 無料開放。

## 路線状況
スカイラインに入って5 kmくらいの所で、左カーブ先の左側に駐車場がある。沿道に展望場所はない。ゴールデンウィークなどの連休中の足摺岬周辺には通行規制の看板があちこちに立っている。

### 通称
- 椿の道 - 沿道には椿が植えられている所が各地にあるので「椿の道」とも呼ばれている。

## 地理

### 通過する自治体
- 高知県
  - 土佐清水市

### 交差する道路
| 交差する道路             | 交差する場所 | 交差する場所 |
| ------------------------ | ------------ | ------------ |
| 高知県道27号足摺岬公園線 | 足摺岬       | 起点         |
| 高知県道27号足摺岬公園線 | 厚生町       | 終点         |

### 沿線
- 足摺岬
- 足摺温泉
- 竜串
- 見残し
- 国際交流の館ジョン万ハウス